# Mata de Alcántara
Mata de Alcántara è un comune spagnolo di 357 abitanti situato nella comunità autonoma dell'Estremadura.